# Castelo de Santa Clara

O Castelo de Santa Clara foi uma mansão acastelada em Appley, na Ilha de Wight. Sua Majestade a Rainha Vitória e o Príncipe Consorte visitaram várias vezes, enquanto a Princesa Alice e o Príncipe Louis passaram a lua de mel em Santa Clara em 1862. O Castelo de Santa Clara está situado na costa, a cerca de 1,6 km a leste de Ryde. Foi a residência do Coronel Francis Vernon-Harcourt. Os jardins são extensos.